# Santa Lucía (Huesca)
Santa Lucía es una localidad del municipio español de Valle de Echo,de la provincia de Huesca, perteneciente a la comarca de la Jacetania y al partido judicial de Jaca, Aragón.

## Demografía
Estaba despoblado y no era más que una pardina, todavía son visibles las ruinas del antiguo lugar. Desde 2011 vuelve a estar habitado gracias a nuevos pobladores.